# Bitterfeld (stacja kolejowa)
Bitterfeld – stacja kolejowa w Bitterfeld-Wolfen, w dzielnicy Bitterfeld, w kraju związkowym Saksonia-Anhalt, w Niemczech. Znajdują się tu 3 perony.